# Spilapteroidea
Super-famille
Familles de rang inférieur
- † Fouqueidae Handlirsch, 1906
- † Mecynostomatidae Kukalová, 1969
- † Spilapteridae Brongniart, 1894

Les Spilapteroidea (parfois Spilapteridea) forment une super-famille fossile d'insectes ailés de l'ordre également éteint des paléodictyoptères, dont il est l'un des taxons les plus diversifiés,.
Ils ont vécu au cours du Paléozoïque, durant le Carbonifère jusqu'à la fin du Permien inférieur, soit il y a environ entre 358,86 et 273,01 millions d'années.
Leurs fossiles ont été découverts en Amérique du Nord, en France, en Allemagne, au Royaume-Uni, en Russie, en Ukraine et en Chine.

## Systématique
Cette super-famille a été créée en 1894 par le paléontologue français Charles Jules Edmée Brongniart.
Les Spilapteroidea regroupent trois familles :
- † Fouqueidae Handlirsch, 1906 ;
- † Mecynostomatidae Kukalová, 1969 ;
- † Spilapteridae Brongniart, 1894.